# Edmund Borawski
Edmund Borawski (ur. 17 kwietnia 1946 w Świdrach Podleśnych) – polski polityk i przedsiębiorca, poseł na Sejm IV, V i VII kadencji.

## Życiorys
Ukończył w 1972 studia na Wydziale Technologii Mleczarstwa i Żywności Akademii Rolniczo-Technicznej w Olsztynie, uzyskując tytuł inżyniera technologii żywności. Obejmował funkcje wiceprezesa spółdzielni mleczarskiej w Sanoku oraz prezesa spółdzielni w Krośnie. W 1982 objął funkcję prezesa Spółdzielni Mleczarskiej „Mlekpol” w Grajewie.
Był członkiem Zjednoczonego Stronnictwa Ludowego, następnie przystąpił do Polskiego Stronnictwa Ludowego.
W wyborach parlamentarnych w 2001 został wybrany na posła z listy PSL w okręgu białostockim, cztery lata później w kolejnych wyborach ponownie uzyskał mandat z list PSL. W wyborach w 2007 bez powodzenia ubiegał się o reelekcję. W wyborach do Parlamentu Europejskiego w 2009 także nie uzyskał mandatu. Do Sejmu powrócił w 2011 w wyniku kolejnych wyborów krajowych. Bezskutecznie kandydował w eurowyborach w 2014. W 2015 nie wystartował w kolejnych wyborach parlamentarnych.